# Paralithoxus stocki
Paralithoxus stocki är en fiskart som beskrevs av Han Nijssen och Isbrücker, 1990. Paralithoxus stocki ingår i släktet Paralithoxus och familjen Loricariidae. Inga underarter finns listade i Catalogue of Life.
Denna fisk förekommer i vattendrag i Franska Guyana och i angränsande regioner av Surinam. Arten hittas oftast i skogar. Den har en avplattad kropp och gömmer sig ofta under stenar. Fisken har en stor matsäck som kanske har en funktion för andningen utöver matsmältningen. Andra arter av samma släkte har främst insekter som föda. Honor lägger ett fåtal ägg per tillfälle.
Beståndet hotas av vattenföroreningar på grund av gruvdrift efter gold. Hela populationen bedöms som stor. Fisken hittas även i skyddszoner. IUCN listar arten som livskraftig (LC).